# Heartwork (The Used)
Heartwork è l'ottavo album in studio del gruppo musicale statunitense The Used, pubblicato nel 2020.

## Tracce
1. Paradise Lost, a poem by John Milton – 2:47
2. Blow Me – 3:20
3. Big, Wanna Be – 3:30
4. Bloody Nose – 3:04
5. Wow, I Hate This Song – 2:56
6. My Cocoon – 1:00
7. Cathedral Bell – 3:04
8. 1984 (Infinite Jest) – 2:44
9. Gravity's Rainbow – 4:14
10. Clean Cut Heals – 2:51
11. Heartwork – 1:22
12. The Lighthouse – 2:51
13. Obvious Blasé – 2:52
14. The Lottery – 2:44
15. Darkness Bleeds, FOTF – 4:01
16. To Feel Something – 2:56